# Hosztomeli repülőtéri csata
A hosztomeli  repülőtérért vívott csata (más néven Antonov repülőtéri csata) az orosz hadsereg 2022-es Ukrajna elleni inváziójának egyik sikertelen légideszant hadművelete volt. Az oroszok a kijevi offenzíva részeként a háború első napján, február 24-én indítottak támadást  a stratégiai jelentőségű repülőtér ellen. Február 25-én az ukrán hadsereg és a nemzeti gárda egységei visszaszorították az orosz csapatokat. Ezzel meghiúsult az a terv, hogy a repülőteret birtokolva további, légi úton bevethető csapatokat küldhessenek a főváros elfoglalására. A később megérkező orosz szárazföldi erőknek ugyan sikerült ideiglenesen biztosítaniuk az akkorra már használhatatlan repülőteret, de a Kijev elleni gyors támadás ekkorra már kudarcba fulladt. Az orosz erőket április elején kiszorították Hosztomel térségéből, így a repülőtér április 1-jén visszakerült ukrán ellenőrzés alá. 

## Előzmények
2022 február 24-én hajnali 5 órakor Vlagyimir Putyin bejelentette Ukrajna megtámadását, ezzel egyidőben az orosz hadsereg megkezdte a katonai jelentőségű ukrán repterek és támaszpontok bombázását és rakétákkal lövését országszerte. Az egyik legfontosabb cél, Kijev bekerítése már a háború első napján elkezdődött, orosz csapatok lépték át a fehérorosz–ukrán határt és elfoglalták  Csernobilt. A Hosztomeltől 2 km-re, Kijev városközpontjától pedig 25 km-re fekvő teherforgalmi repülőtér elfoglalása kulcsfontosságú volt az invázió kezdeti szakaszában, hogy a oroszok légihidat hozhassanak létre.

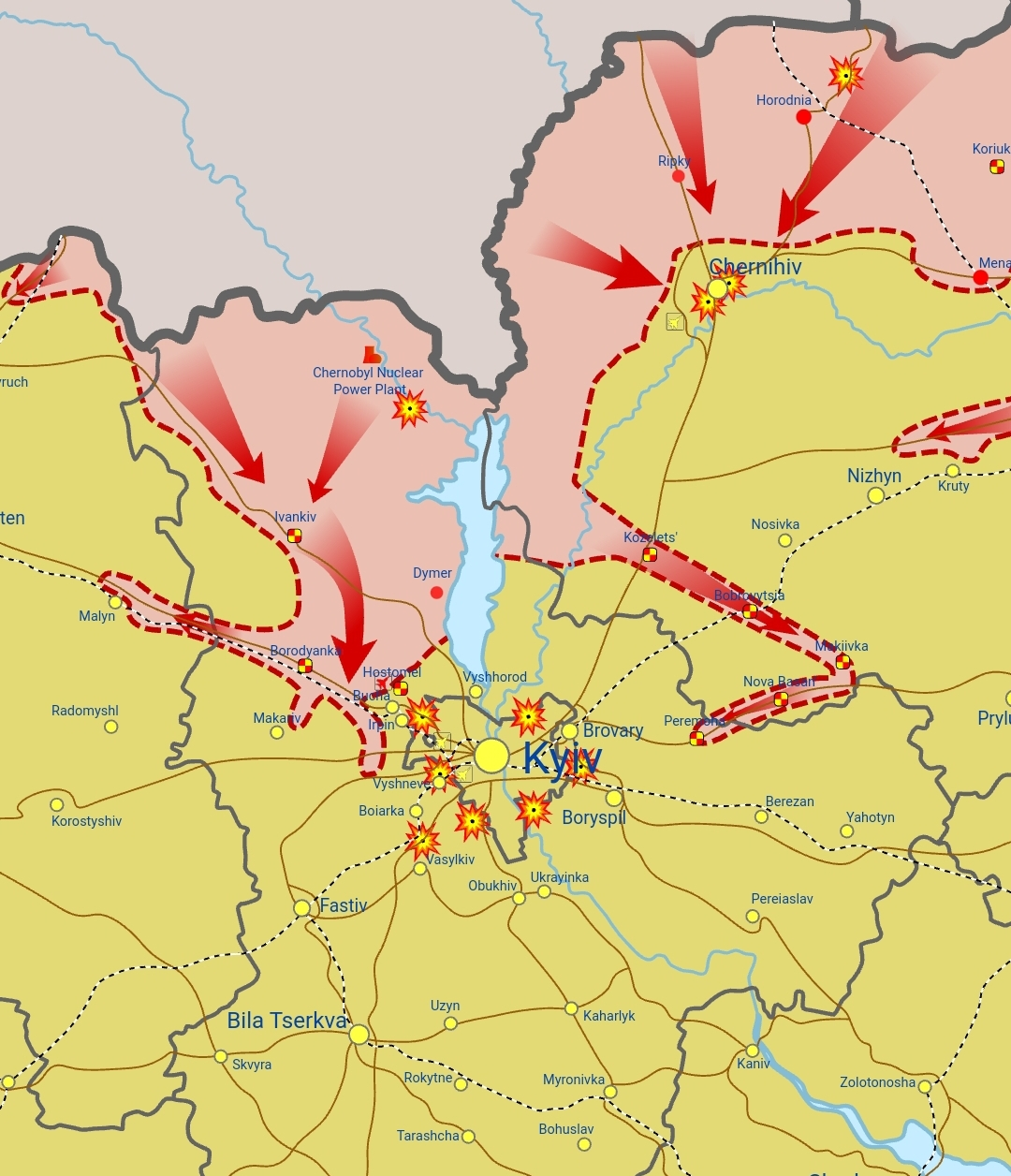
Az orosz támadás Kijev ellen

## A csata lefolyása

### Első hullám
Február 24-én reggel 8 órakor egy 34 orosz harci helikopterből álló támadó kötelék lépte át a fehérorosz–ukrán határt és egyenesen a Hosztomeli repülőtérhez repült. A Mi–8 típusú szállító helikopterek a becslések szerint legalább 300 légi deszantost szállítottak, a 11. gárda-légideszant rohamdandárjának elit katonáit. A csapatszállítók védelmét  Ka–52 harci helikopterek biztosították. A hadművelet közvetlen célja az volt, hogy mélyen az ukrán vonalak mögött egy meglepetésszerű rohammal elfoglalják a repülőteret és megtartsák azt a légi deszantosok következő hullámának megérkezéséig. 
A Dnyeper mentén repülő alakzatot azonnal össztűz alá vették az ukránok, akik föld–levegő rakétákkal, kézifegyverekkel és gépágyúkkal lőtték a helikoptereket. Az orosz pilóták infracsapdákat szórtak ki, hogy megtévesszék a hőkövető rakétákat, de két Ka–52-es helikoptert így is találat ért, az egyik gép a folyóba csapódott, egy második pedig kényszerleszállást hajtott végre. Ukrán állítás szerint egy harmadik gépet is lelőttek, de ezt nem erősíti meg videófelvétel. Ezt követően az orosz deszantosok sikeresen landoltak a repülőtéren és elfoglalták a komplexumot.
Az orosz stratégák nem számoltak jelentős ellenállással és úgy gondolták, hogy az ukránok túl szervezetlenek ahhoz, hogy gyors választ adjanak. A várakozásokkal ellentétben az Ukrán Nemzeti Gárda 4. gyorsreagálású dandárja hamar a helyszínre érkezett. Az ukrán gyalogság, valamint a dandár T–64BV típusú harckocsijai körbevették a repülőteret és megtámadták az oroszokat. A deszantosok nem rendelkeztek nehéztüzérséggel, így kénytelenek voltak az orosz légierő támogatására hagyatkozni, azonban ez sem jelentett állandó támogatást, ugyanis az ukrán légierő a korai pusztító támadások ellenére sem semmisült meg teljesen és hatékonyan lefoglalta az orosz vadászgéppilótákat. Az ukrán Szu–24-esek a csata során még bombázták is a futópályát. 
24-én estére az orosz védelem összeomlott és az ukrán hadsereg visszafoglalta a repülőteret. Az életben maradt deszantosok a környező erdőkbe vonultak vissza, ahol tovább üldözték őket. Az ukránok időszakos győzelmüket arra használták ki, hogy használhatatlanná tették a repülőtér futópályáját, biztosítva, hogy az orosz hadsereg a jövőben nem használhatja bázisként azt a Kijev elleni támadás során.

### Második hullám
Ezzel egyidőben a csernobili csatában az ukrán hadsereg vereséget szenvedett, majd az ivankivi csatában is győztek a megszálló csapatok, így az orosz páncélosok számára megnyílt az út Hosztomel felé. Amikor a harckocsik február 25-én elérték a repülőteret, egy újabb, a korábbinál sokkal nagyobb támadást intéztek a létesítmény ellen, amelyben a páncélosok mellett az orosz állítás szerint 200 helikopter is részt vett, valamint az orosz oldalon harcoló csecsenek alakulatai, összesen több száz harcossal. Az összecsapás során meghalt a csecsenek egyik hírhedt tábornoka, a Kadirov gárda 141. számú gépesített ezredének parancsnoka, Magomed Tusajev. Az ukrán csapatok egyik parancsnoka, Valerij Csibinejev is életét vesztette a csata során. A nap folyamán az oroszok ismét elfoglalták a kifutópályát és tovább nyomultak a főváros felé.

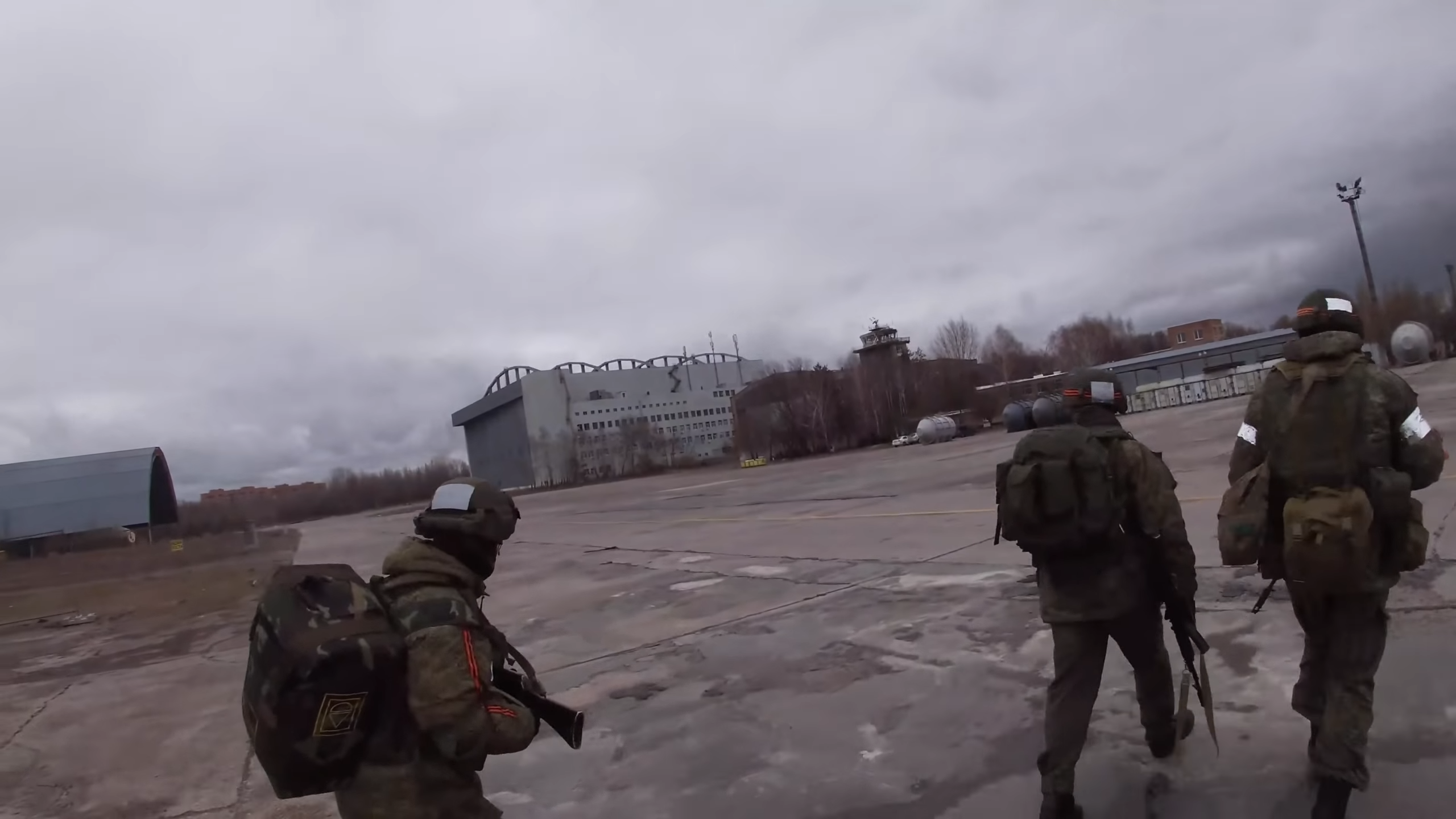
Orosz deszantosok a repülőtéren
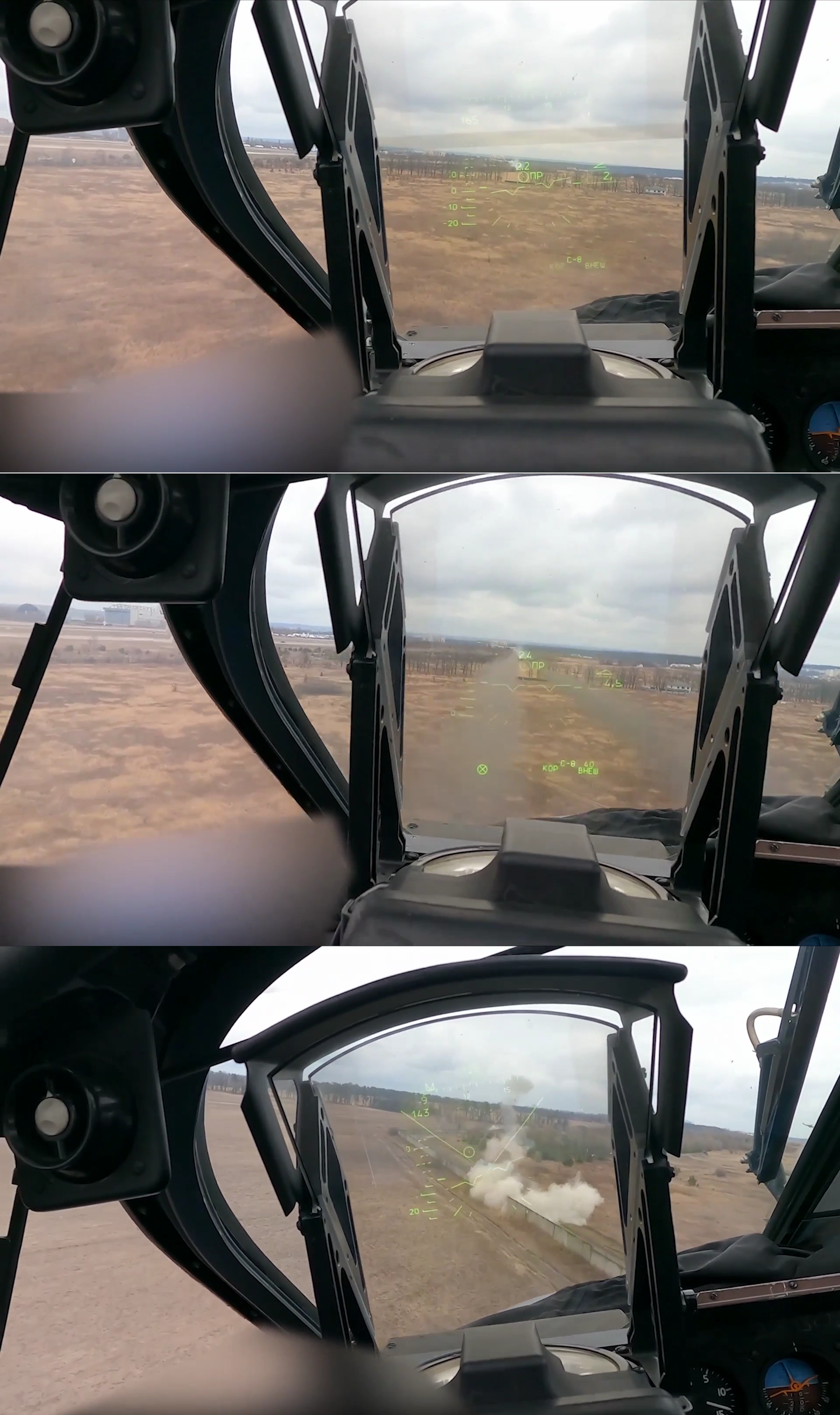
Ka-52-es orosz katonai helikopter támadja a repülőteret
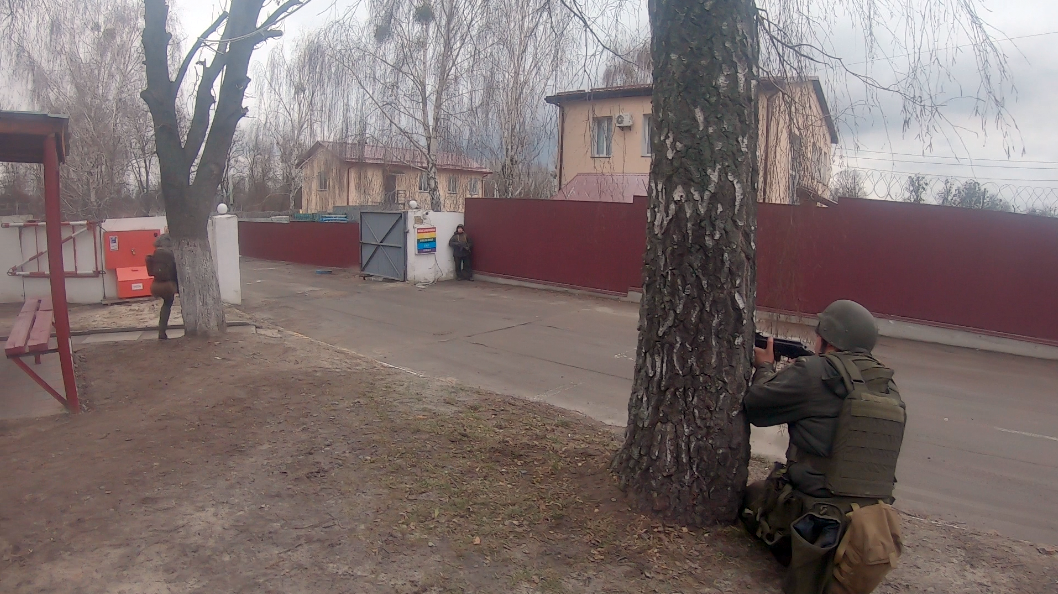
Az Ukrán Nemzeti Gárda katonái biztosítják a repülőtér személyzetének távozását

## Következmények

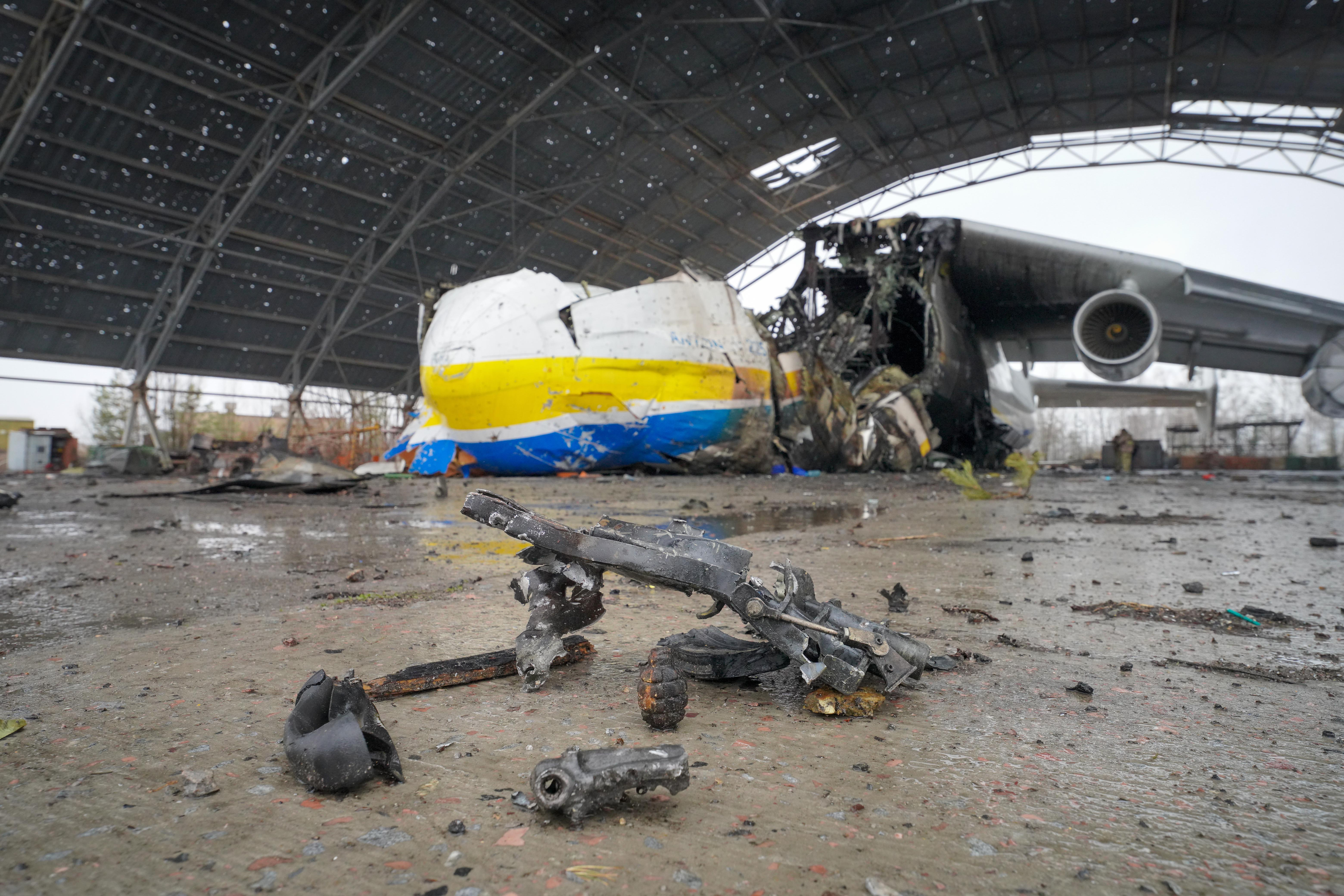
Az An-225 roncsai a csata után

Az Antonov repülőtér visszafoglalásával sikerült meghiusítani, hogy az orosz csapatok légi utánpótlási bázist tudjanak kiépíteni, így a kijevi offenzíva során a továbbiakban kénytelenek voltak a hosszúra nyúló, sérülékeny szárazföldi utánpótlási vonalakra támaszkodni, ami végül ellehetetlenítette a Kijev offenzívát. A csatában résztvevő felek pontos veszteségei ismeretlenek, valószínűsíthető, hogy mind az orosz deszantosok és az oldalukon harcoló csecsenek, mind az ukrán nemzeti gárdisták súlyos veszteségeket szenvedtek. Az orosz állítás szerint 200 ukrán katonát öltek meg a támadás során, ez valószínűleg az orosz propaganda túlzó állítása. Az Insider orosz újságírója, Timur Olevszkij nyilatkozata szerint mindkét oldal több száz katonát veszíthetett. Az összecsapás során egy orosz rakétatámadásban megsemmisült a világ legnagyobb repülőgépe, az An–225 is.
Amikor az orosz erők vereséget szenvedtek a Kijev környéki harcokban, visszavonultak a területről és harc nélkül feladták a repülőteret is, amely 34 napig tartó megszállás után március 31-én került ismét ukrán ellenőrzés alá. Az oroszok egészen a fehérorosz határig vonultak vissza, feladva az addig elfoglalt területeket Észak-Ukrajnában.